# Fòrum Carlemany
El Fòrum Carlemany és una associació empresarial sense ànim de lucre nascuda a Girona l'any 2003, impulsada per un reduït grup d'empreses. Els seus objectius principals són l'excel·lència en la gestió empresarial i promoure la millora contínua de les organitzacions. Un dels seus principals impulsors és l'empresari gironí Jaume Sanabras, fundador de l'empresa Marlex.
El 2022 està format per cent empreses sòcies de les comarques gironines i 500 directius. Des de la seva fundació, el Fòrum Carlemany ha estat presidit per Jaume Sanabras (2003-2008), Marc Sansalvadó (2008-2012), Francesc Planas (2012-2017), Francesc Bosch (2017-2021), Sandra Masoliver (2021-2025) i Maria Trias, que inicià el seu mandat el 2025.
El 2018 van celebrar els quinze anys de l'organització amb la publicació del llibre 15 anys de compromís empresarial de Fòrum Carlemany", prologat per Joaquim Nadal, i es va nomenar Antoni Bassas soci d'honor de l'entitat.